# Congrès de Créteil
Le congrès de Créteil est un congrès extraordinaire (sans renouvellement des instances ni adoption d'une motion) du Parti socialiste, qui eût lieu le 24 janvier 1981 à Créteil, où François Mitterrand est désigné à l'unanimité comme candidat à l'élection présidentielle. Lionel Jospin devient premier secrétaire du Parti socialiste. Ratification des 110 propositions du candidat, inspirées du projet socialiste.